# Isaia da Pisa
Isaia da Pisa, eigentlich Isaia Ganti (* um 1410 in Pisa?; † um 1464) war ein italienischer Bildhauer des Quattrocento. Er war überwiegend in Rom und Neapel tätig.

## Leben
Isaia da Pisa, Enkel des Steinmetzes Giovanni di Gante und Sohn des Pippa di Giovanni de Ghante da Pisa, der 1426 mit Donatello  arbeitete, ist bekannt durch seine Reliefarbeiten in Rom. Das genaue Geburtsdatum ist nicht überliefert. Isaia dürfte vor 1431 mit seinem Vater, der im Lateranpalast arbeitete, nach Rom gekommen sein. Biografischen Angaben über Isaia da Pisa vor Mitte der 1440er Jahre gibt es nicht. 1449 ist ein Auftrag über ein Grabmal der Farnese in der Kirche Ss. Giacomo e Cristoforo auf der Isola Bisentina im Bolsena-See erwähnt. Etwa zur selben Zeit entstand das Grabmonument für den portugiesischen Kardinal Antonio Martinez de Chávez († 1447) in der Basilika San Giovanni in Laterano nach einem Entwurf von Filarete. Um 1450 wurde Isaia da Pisa als esperto magistro nach Orvieto zur Mitarbeit an der Fassade des Doms berufen. Nach seiner Rückkehr nach Rom arbeitete er, gemeinsam mit Paolo Romano, eius sotio (seinem Partner), an mehreren Projekten im Auftrag Papst Pius II. in den Vatikanischen Palästen. Sein letzter kleiner Auftrag ist für das Jahr 1464 bezeugt; er dürfte bald danach gestorben sein. Isaia da Pisa hinterließ einen Sohn, Giovanni Cristoforo Romano (1456–1512), der vermutlich ein Schüler von Andrea Bregno war.

## Werke (Auswahl)

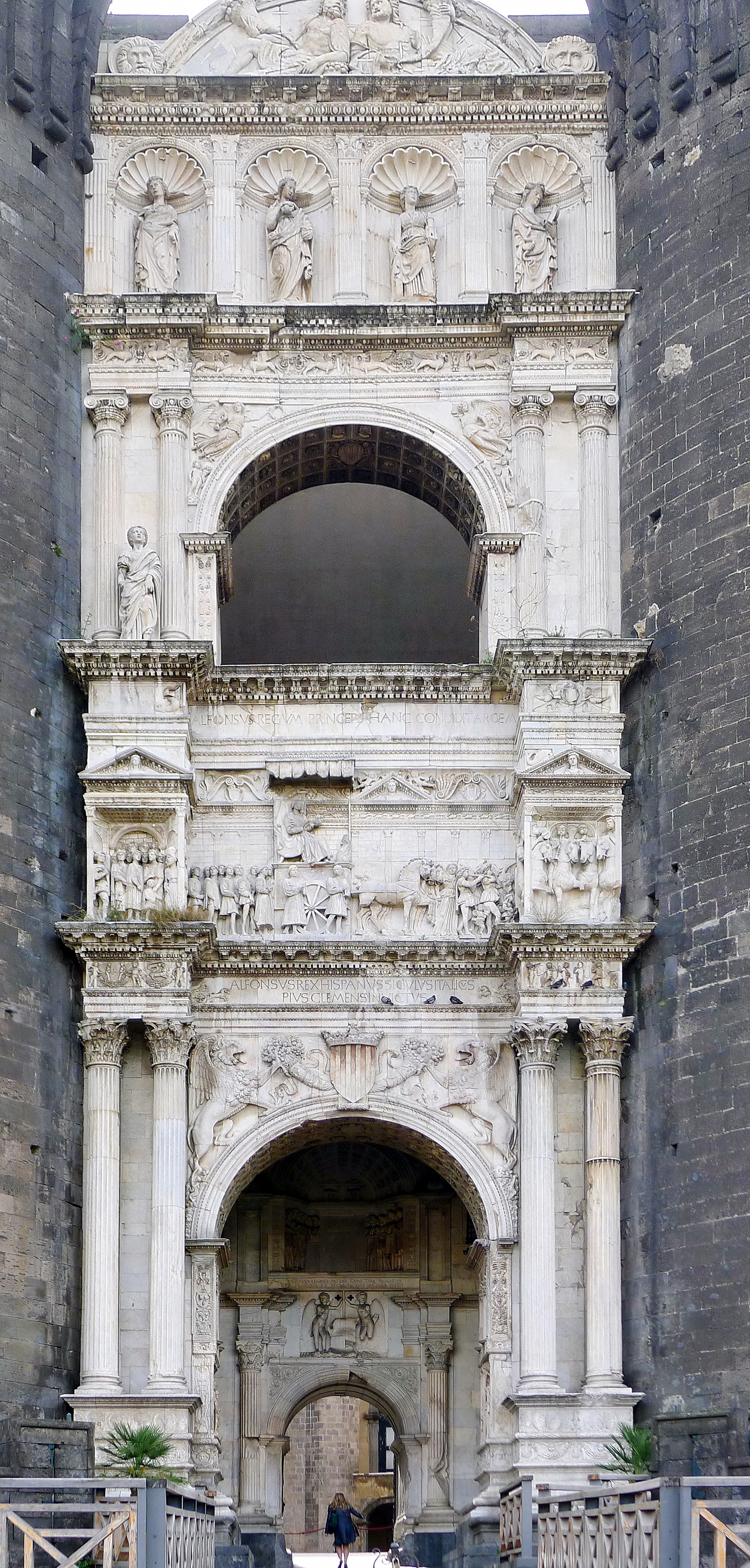
Triumphbogen Castel Nuovo, Neapel}

- Grabmal für Kardinal Martinez de Chávez (Abb.) im rechten Seitenschiff der Basilika San Giovanni in Laterano, Rom (1448), von dem nur mehr der Gisant  auf dem Monument selbst erhalten ist. Die beiden Figuren Die Klugheit (Abb.) und Die Mäßigung (Abb.) vom Grabmal des Kardinals Antonio Martinez de Chávez befinden sich heute an den Seiten des Grabmonuments für Kardinal Acquaviva (im rechten Seitenschiff der Lateranbasilika)[1]
- Grabmal der Farnese  in der Kirche Ss. Giacomo e Cristoforo auf der Isola Bisentina im Bolsenasee (1449). Dieses Werk ist nur in Bruchstücken erhalten.
- Grabmal für Papst Eugen IV. in der Kirche San Salvatore in Lauro, Rom (Abb.) (1455).[2] Das Grabmonument stand ursprünglich in Alt-St. Peter. Heute sind noch Teile, vor allem der Gisant in der Kirche San Salvatore in Lauro erhalten.
- Grabmal des Malers Fra Angelico(Abb.) im Durchgang der Basilika Santa Maria sopra Minerva Rom (nach 1455)
- Gisant auf dem Grabmal der heiligen Monika von Tagaste(Abb.) in der Kirche Sant’Agostino in Campo Marzio, Rom (1455)
- Grabplatte für den Humanisten Maffeo Vegio (Abb.) im Innenhof der Kirche Sant’Agostino in Campo Marzio, Rom;
- Vier Kirchenlehrer im Vorraum des Seitenausgangs der Kirche Sant’Agostino in Campo Marzio, Rom (ursprünglich Teile des Grabmals der heilige Monika)
- Engelskandelaber in der Basilika Santa Sabina in Rom.
- Teil des Sakramentsaltars für Kardinal Guillaume d’Estouteville (Abb.), der in der Basilika Santa Maria Maggiore, Rom war (heute im Art Institute of Chicago).
- Sarkophag der Heiligen Katharina von Siena (Abb.) unter dem Hauptaltar der Basilika Santa Maria sopra Minerva, Rom.
- Relief Madonna mit Kind in den Vatikanischen Grotten
- Relief Tabernakel des Heiligen Andreas in den Vatikanischen Grotten ein Gemeinschaftswerk mit Paolo Romano (1463–1464)
- Taufbecken in der Kirche Santa Maria Maddalena in Gradoli.
- Mitarbeit am Triumphbogen für Alonso I. am Castel Nuovo in Neapel (1455–1458).
- Evangelist Markus mit dem Löwen (Abb.) über dem Portal der Basilika San Marco in Rom (1464).